# Riau
Riau er en provins i Indonesien, beliggende på den centrale del af øen Sumatra. Provinsen har et areal på 82.232 km2 og er beboet af ca. 4.948.000 indbyggere. Hovedstaden og den største by er Pekanbaru.
Riau grænser mod nord op til provinsen Nordsumatra, mod vest Vestsumatra og mod syd Jambi.